# Bobolin (Kołbaskowo)

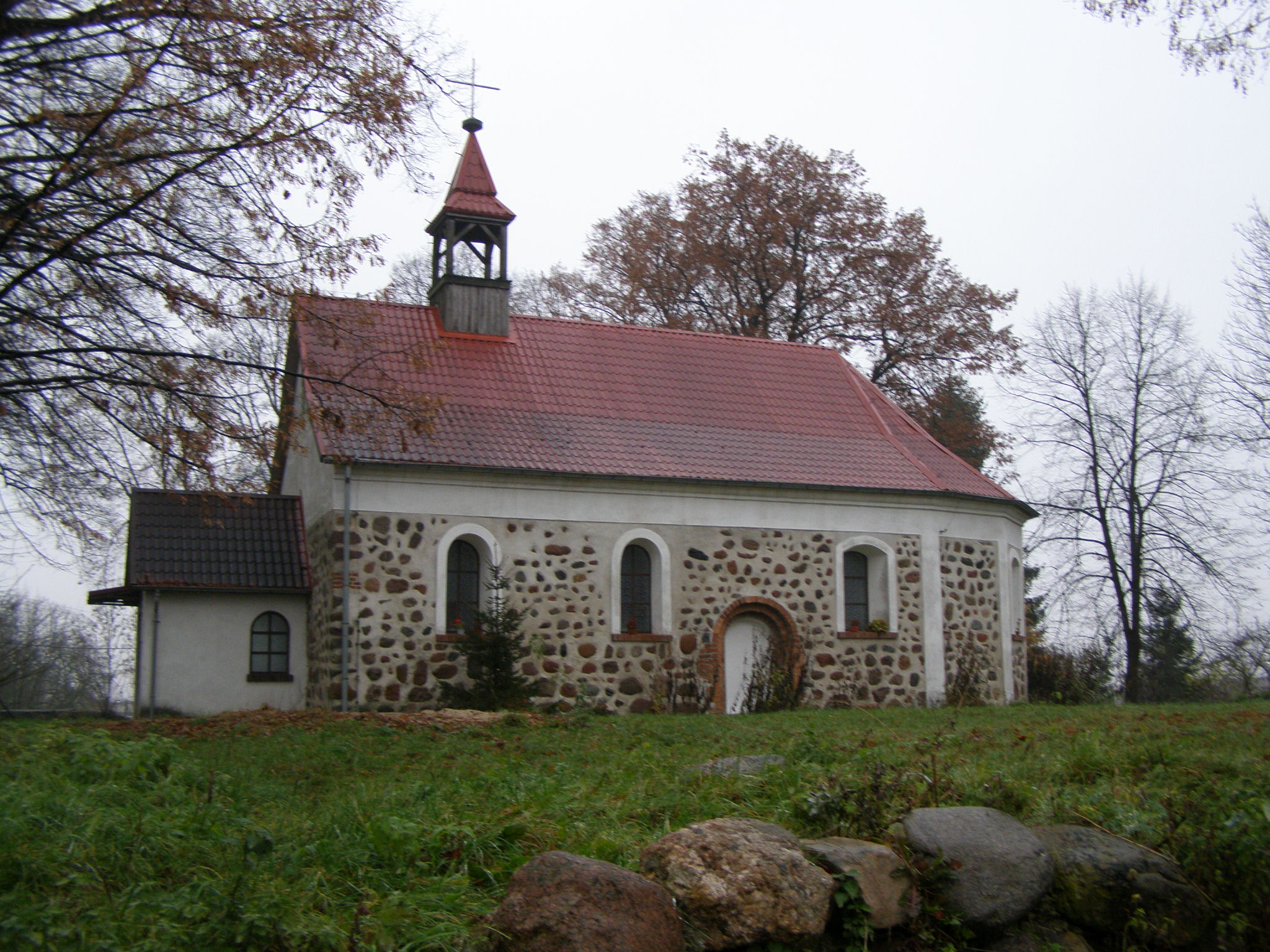
Dorfkirche, bis 1945 Gotteshaus der evangelischen Gemeinde Boblin

Bobolin (deutsch Boblin) ist ein Dorf der Gemeinde Kołbaskowo (Kolbitzow) im Nordwesten der polnischen Woiwodschaft Westpommern. Es liegt an der Grenze zwischen der Bundesrepublik Deutschland (Landkreis Vorpommern-Greifswald) und dem polnischen Powiat Policki (Pölitzer Kreis), etwa 30 Kilometer östlich von Pasewalk und zwölf Kilometer westlich von Stettin. 

## Geographische Lage
Das Kirchdorf liegt in Vorpommern, etwa 13 Kilometer westsüdwestlich von Stettin.

## Geschichte
Da die Gemarkungsfläche des kleinen Bauerndorfs früher unzureichend klein war, wurde die Feldmark durch Hinzupachtung des in der Feldmark gelegenen Ritterlands vergrößert. Im 18. Jahrhundert besaßen die Einwohner zwar das Fischereirecht für einige Seen in der Gemarkung, durften es jedoch nur zu Fuß und ohne Kahn ausüben. Im Jahr 1925 hatte das Dorf 204 Einwohner.
Im Jahr 1945 gehörte Boblin zum Landkreis Ueckermünde im  Regierungsbezirk Stettin der preußischen Provinz Pommern des Deutschen Reichs und war dem Amtsbezirk  Neuenkirchen zugeordnet.
Gegen Ende des Zweiten Weltkriegs wurde die Region von der Roten Armee besetzt. Nach Kriegsende wurde Boblin zusammen mit Stettin und Hinterpommern – mit Ausnahme militärischer Sperrgebiete – seitens der sowjetischen Besatzungsmacht der Volksrepublik Polen zur Verwaltung unterstellt. Allmählich begann danach die Zuwanderung von Polen. Die Ortschaft wurde in  „Bobolin“ umbenannt. In der Folgezeit wurde die einheimische Bevölkerung von der polnischen Administration aus der Region vertrieben.

## Sehenswürdigkeiten
- Kirche aus dem 15. Jahrhundert

## Grenzstation
Die Grenzstation Bobolin ist die polnische Seite der Grenzstation Grambow/Schwennenz für den kleinen Grenzverkehr (polnisch: mały ruch graniczny) an der Grenze zwischen der Bundesrepublik Deutschland und der polnischen Woiwodschaft Westpommern.

## Söhne und Töchter des Ortes
- Meinhard Nehmer (* 1941), ehemaliger deutscher Leichtathlet und Bobsportler